# Phyllogomphoides litoralis
Phyllogomphoides litoralis – gatunek ważki z rodziny gadziogłówkowatych (Gomphidae). Występuje na terenie Ameryki Środkowej.